# Џорџтаун (Малезија)
Џорџтаун (малајски језик: Tanjung, са значењем "рт"; кинески језик: 乔治市, Qiáozhì Shì) је главни град малезијске државе Пенанг. Налази се у североистичном делу острва Пенанг. По броју становника је друго метрополитенско подручје у Малезији одмах после Куала Лумпура.

## Историја
Након што је заузео острво Пенанг од малезијског султаната Кедах британски капетан Источноиндијске компаније, Франсис Лајт, је 1786. године основао Џорџтаун изградњом утврђења Корнвол. Име му је дао по британском краљу Џорџу III. До 1804. године испод утврђења је никао град с око 12.000 становника.
За разлику од Португалаца и Холанђана, Британци су имали политику слободне трговине и људи из свих крајева света су били охрабрени да се населе у нови град, али и за производњу и извоз житарица. Управа острва је била у надлежности источноиндијске компаније у Бенгалу, а 1826. године је постао део савеза градова мореуза, заједно са Сингапуром и Мелаком.
Развој града кроз векове темељи се на спајању различитих етничких и културних традиција, укључујући малајске, европске, муслиманске, индијске и кинеске утицаје. То је резултирало људском и културном таписеријом која се одражава у богатој нематеријалној баштини језика, верских обичаја, гастрономије, церемонијама и фестивалима.

## Знаменитости
Кроз историју, малајски мореуз је био важан поморски пролаз за трговце који су остваривали значајне контакте Истока и Запада. Ту су настале снажне краљевине и градови који су привлачили имигранте и јаке утицаје из околине, али и даљине, што је утицало на мултикултурални идентитета Џорџтауна.
- Будистички храм Кек Лок Си
- Fort Cornwallis
- Будистички храм Ко Конгси Пенанг
- Јеврејско гробље
- храм Хајнан
- Кућа Чеонг Фат Цеа
- Хотел Кети
- Храм Конг Хок Кеонг Пенан
- Џамија Капетан Келинг